# ناثینگ بات ثیوز
ناثینگ بات ثیوز (انگلیسی: Nothing but Thieves) نام یک گروه آلترنیتو راک انگلیسی است که در سال ۲۰۱۲ در ساوتند-آن-سی، اسکس تشکیل شدند. اعضای آن کانر میسن، جیو لنگبریج-براون، دومینیک کریک، جیمز پرایس، و فیلیپ بلیک هستند. این گروه در سال ۲۰۱۴ با آرسی‌ای رکوردز قرارداد امضا کرد. سبک موسیقی «ناثینگ بات ثیوز» به فولز شباهت دارد. معروفترین تک‌آهنگشان تریپ سویچ است.